# 川中だいじ
川中 だいじ（かわなか だいじ、2010年12月11日 - ）は、日本の中学生、ジャーナリスト。日本中学生新聞を創刊し、執筆している。

## 経歴
2010年12月11日、大阪府大阪市に生まれる。
2019年、小学校3年生のとき行われた第25回参議院選挙から政治や選挙に興味を持つ。
2020年、川中が小学校4年生のと2回目の大阪都構想の住民投票が行われる。その時、川中は大阪市民としてメリット、デメリットを調べなければならないという責任を感じ調べていくにつれ、かなり政治や選挙に興味を持ち始める。川中は、学校で大阪都構想について友人と話していると教師に怒られる。そこから、学校教育に対し疑問を持つようになる。
2021年、川中が小学校5年生のとき第49回衆議院選挙が行われ、多くの候補者と接触してチラシなどのコレクションを始めた。
2022年、川中が小学校6年生のとき第26回参議院選挙が行われ、水道橋博士や八幡愛と撮影をしたり、党派関係無く押越清悦などのチラシを集めたりしていた。小学校で、【うどん・ゼリー禁止】が決められた際には、反対の先頭に立ち、署名を集め廃案にした。
2023年、川中が中学生になる春休みに、岸田文雄に対し核兵器禁止条約に署名・批准しないのかと質問したいと思い、G7広島サミットに申請したが、学生なことや法人でないことを理由に却下された。その後、日本中学生新聞を創刊。その後noteやX（旧Twitter）などのサービスを使って情報発信を始めた。また、同年春に行われた第20回統一地方選挙では、大阪市議会選挙・吹田市長選挙へ取材に行った。ドキュメンタリー映画『NO 選挙,NO LIFE』の舞台挨拶なども行き一躍人気を集める。中学校では、一躍人気を集め生徒会長に当選。しかし、次の選挙で落選する。
2024年、川中は京都市長選挙や茨木市長選挙を取材に訪れる。春には、日本万国博覧会協会に電話で取材も行なっている。東京都知事選挙を自身の日本中学生新聞公式YouTubeで選挙特番を行った。また、日本国際博覧会協会に公開質問状を送付している。自身のYouTubeの他にも様々なメディアに出演し、日本中を駆け回っている。10月に中学校で行われた生徒会長選挙では、返り咲き1年ぶり2度目の当選を果たした。生徒会では、学校改革を推し進める。同じく10月に行われた第50回衆議院議員選挙では、岸田文雄や石破茂などに取材をした。11月は、兵庫県知事選挙を取材し、齋藤元彦県知事や稲村和美など全候補を取材した。12月は、泉大津市長選挙に取材に行き立花孝志や南出けんいちを取材した。
2025年、川中は月刊政経東北１月号に執筆したことにより反響を呼ぶ。反響を読んだことにより、万博に過度に賛成する者によるアンチコメントや一部のリベラル派による過度な批判が飛び交う。4月からは、テレビ大阪公式YouTubeで『中学生記者・だいじの対談クラブ』というレギュラー番組を持つ。4月29日(昭和の日)に、大阪関西万博に訪れ、羽虫が大量発生している問題やトイレの水圧問題などをいち早くスクープし話題となった。5月に、中学校で行われた生徒会選挙では、圧倒的信頼と得意の演説で、圧倒的得票率で再選し3期目を飾る。7月の、第27回参議院議員選挙では大阪府選挙区全員取材や、石破茂や泉健太、玉木雄一郎などを取材した。日刊ゲンダイデジタルで、国民民主党公認兵庫県選挙区候補多田ひとみ が兵庫県知事選挙の際、斎藤元彦のボランティアをしていたことを取材、スクープした。選挙が終わると、あらゆるメディアに出演する。その中で、参政党をネオナチ政党と非難し話題となった。
- 民主主義について探究しており、主権者教育・政治教育を提案している。
- 選挙に非常に興味があり、畠山理仁氏ととともに「選挙に行こう」と呼びかけている。
- 国民発議という今井一が提唱しているものに賛同しており、川中自身も呼びかけている。
- 大阪・関西万博に関して、適正な情報公開を求め公開質問状も送付している。
- ひとり一人が議論する社会を作らなけらばならないと考え、学校制度改革を掲げている。
- 学校の公益通報制度改革を訴え、誰もがハラスメントを訴えやすい学校を作っている。
- 学校内校則の最終決定権を生徒投票にする『がっこう民主化構想』を掲げている。
- 学校内で政党を立ち上げ、生徒会と両立した生徒議会の設営を訴えている。
- 生徒のハラスメント被害や宿題を減らせなどを訴えるため“生徒組合”の必要性を訴えている。

## 人物
- 好きな言葉は、「Life is tragedy when seen in close-up, but comedy in long shot.」日本語訳「人生はクローズアップで見れば悲劇だが、ロングショットで見ればコメディだ。」（チャールズ・チャップリン）
- 2つ目の好きな言葉は、「国民の生活が第一。」（民主党）
- 尊敬する人は、尾崎行雄、畠山理仁、今井一、チャップリン。
- 好きなアイドルグループ・歌手は、LE SSERAFIM・NewJeans・IU・サザンオールスターズ。
- 選挙は、「ここまで人間のすべてが、性格も人柄も人情、すべてがでている、一番面白い祭りは選挙なんだ」と語った。（テレビ大阪選挙特番にて）
- 大阪市長選挙・吹田市長選挙・京都市長選挙・堺市長選挙・日本保守党大阪演説・東京都知事選挙第50回衆議院議員選挙・兵庫県知事選挙・水道橋博士と松井一郎との裁判などを取材や解説をした。

## 記事
- FRIDAYデジタル2023年9月14日「夢洲カジノは止められる」…中学生がたった一人で立ち上げた『日本中学生新聞』その大人顔負けの中身
- FRIDAYデジタル2023年11月08日「学校で政治の話はタブーなの？」教育評論家・親野智可等氏に《日本中学生新聞》が聞いてみた
- 朝日新聞2023年10月16日「日本中学生新聞」を一人で始めた少年　岸田首相に聞きたかったこと
- 朝日新聞2023年10月19日 中１、新聞を創刊　岸田首相に直接聞きたい。それなら――
- 月刊政経東北2023年11月号 サミット取材なぜ中学生がダメ？
- 東洋経済オンライン2024年1月27日 ｢日本中学生新聞｣を発行する中1が考える､学校と日本の民主主義とは
- 週刊金曜日2024年2月1日号【対談】川中だいじ×畠山理仁 『私たち、弟子でも師弟でもなく記者仲間です』
- 大月書店月刊クレスコ2024年5月号『生きるための主権者教育ー子どもの権利をないがしろにしないために』
- 月刊政経東北2025年１月号 『大阪・関西万博 住民置き去りでいいのか？』
- 日刊ゲンダイDIGITEL 2025年7月6日 『仰天！ 参院選兵庫選挙区の国民民主党候補は、県知事選で「斎藤元彦陣営ボランティア」だった』

## 出演
- 『西谷文和 路上のラジオ』（YouTube、2024年3月1日、2024年6月21日）
- 『Arc Times』（YouTube、不定期出演）
- 『デモクラシータイムス』（YouTube、2024年8月11日）[9]
- 読売テレビ そこまで言って委員会NP『報道の自由を考える ニュースのニュースSP』
- 文化放送『長野智子のアップデート』明日をアップデートに出演。(2024年8月&9月)
- テレビ大阪選挙特番『石破総理・岸田前総理・政治とカネの政治家も直撃❗️日本中学生新聞　川中だいじ記者の衆院選2024に密着❗️』(2024年10月27日)
- テレビ大阪公式YouTube 『中学生記者・だいじの対談クラブ』(2025年4月から土曜日配信)
- ABEMA的ニュースショー（2025年7月27日、ABEMA）